# Friedrich Blecken von Schmeling
Peter Friedrich Blecken, seit 1816 Blecken von Schmeling (* 6. März 1796 in Hamburg; † 29. Mai 1863 in Wussow) war ein preußischer Generalmajor.

## Leben

### Herkunft
Seine Eltern waren der Kaufmann und Zuckersieder Martin Blecken und dessen Ehefrau Katharina Hedwig, geborene Hues (1771–1841). Sie heiratete später den Oberförster Karl Ludwig Wilhelm von Schmeling († 1850). Die Stief- und Adoptierkinder wurden am 22. Oktober 1816 als „Blecken von Schmeling“ in den erblichen preußischen Adelsstand erhoben. Seine Schwester Amalie Johanna (1793–1835) war mit dem hessischen Politiker und General Carl Breidenbach zu Breidenstein verheiratet.

### Militärkarriere
Blecken trat am 24. Februar 1813 als freiwilliger Jäger in das Colbergsche Infanterie-Regiment der Preußischen Armee ein und wurde Ende November 1813 als Sekondeleutnant in das 1. Neumärkische Landwehr-Infanterie-Regiment versetzt. Während der Befreiungskriege befand er sich bei den Belagerung von Wittenberg, Nimwegen, Gorkum und Antwerpen. Ferner kämpfte er bei Großbeeren, Dennewitz, Hoyerswerda, Luckau, Zytphen sowie Leipzig und nahm am Sturm auf Arnheim teil.
Nach dem Krieg wurde Blecken am 20. April 1816 zunächst dem 33. Infanterie-Regiment und am 29. Juni 1816 der 1. Ingenieur-Brigade aggregiert und zur Garde-Pionier-Kompanie versetzt. Dort avancierte er Mitte November 1817 zum Premierleutnant und wurde in die Kompanie einrangiert. Am 26. Mai 1820 wurde er zum Kapitän befördert, mit der Führung der Kompanie beauftragt und 1823 zum Kommandeur ernannt. Am 29. September 1829 folgte seine Versetzung in die 3. Ingenieur-Inspektion und seine Kommandierung zum Festungsbau nach Posen. Unter Belassung in dieser Stellung wurde Blecken Mitte Dezember 1830 in die 1. Ingenieur-Inspektion versetzt. Am 5. Oktober 1832 bekam er dann nachträglich für den Sturm auf Arnheim das Eiserne Kreuz II. Klasse. Am 10. September 1833 wurde er mit der Wahrnehmung der Geschäfte als Baudirektor beim V. Armee-Korps beauftragt und ab Mai 1835 als Lehrer an der Vereinigten Artillerie- und Ingenieurschule verwendet. Zudem wurde er am 2. Oktober 1835 in die 2. Ingenieur-Inspektion versetzt und dazu Examinator bei der Ober-Militär-Examinationskommission sowie Mitglied der Studienkommission. Unter Belassung in seiner Stellung wurde er am 18. Juli 1837 in die 2. Ingenieur-Inspektion und am 24. März 1839 in die 3. Ingenieur-Inspektion versetzt. Im Jahr 1841 kam er als Lehrer an die Allgemeine Kriegsschule und war ab Ende März 1842 auch Mitglied der Prüfungskommission für Kapitäne II. Klasse und Premierleutnants des Ingenieurkorps. Dort wurde er am 22. März 1843 zum Major befördert.
Aber am 27. März 1848 wurde er als Ingenieuroffizier vom Platz in die Festung Danzig versetzt. Am 30. Mai 1850 wurde er dann Inspekteur der 1. Festungs-Inspektion und am 19. April 1851 zum Oberstleutnant befördert. Am 9. September 1851 kam er als Inspekteur zur 3. Pionier-Inspektion, wo er am 23. März 1852 zum Oberst befördert wurde. Er wurde dann am 5. April 1853 als Inspekteur in die 2. Festungs-Inspektion versetzt und am 14. Januar 1854 mit dem Roten Adlerorden III. Klasse mit Schleife ausgezeichnet. Am 5. Juni 1857 wurde er dann als Generalmajor mit Pension zur Disposition gestellt. Er starb am 29. Mai 1863 in Wussow, Kreis Schlawe.

### Familie
Blecken heiratete am 22. November 1819 in Berlin Julie von Collin (1801–1876), eine Tochter des Oberstleutnants Karl Gustav von Collin. Das Paar hatte mehrere Kinder:
- Marie (* 1820) ⚭ 1837 N.N. Aichenborn, Justizrat
- Auguste (1822–1893) ⚭ 1853 August von Wedel (1801–1879), Herr auf Kisin bei Kulm[3]
- Karoline Friederike Hedwig (* 1823) ⚭ Hermann von der Marwitz, Major a. D., Herr auf Rützow
- Mathilde Anna (* 1824) ⚭ 1846 Adalbert von Blumenthal, Herr auf Varzin
- Karl Friedrich Johannes (1827–1870), preußischer Major und Bataillonskommandeur im Garde-Füsilier-Regiment, gefallen bei St. Privat,[4]
- Karl (1832–1894), preußischer Generalleutnant
- Hermann (1838–1906), preußischer Generalleutnant